# Бабиков, Геннадий Фёдорович
Геннадий Фёдорович Бабиков (18 января 1911, Раненбург — 1993, Ашхабад) — советский художник, живописец, график, ученик И. И. Машкова, П. П. Кончаловского (Центральная студия при АХРР), Б. В. Иогансона (вечерние курсы при ЛИЖСА). Отец художника С. Г. Бабикова (1934 — 1977), члена неформальной туркменской группы Семёрка.
Г. Ф. Бабиков стоял у истоков зарождения жанра туркменского индустриального пейзажа, мастер пейзажа и натюрморта. Заслуженный деятель искусств Туркменской ССР (1968). Председатель СХ Туркмении (1948—1950). Член СХ СССР (с 1939 года, с момента организации СХ Туркмении). Представитель русской академической школы живописи в искусстве Центральной Азии (с 1934 года). Занимался вопросами техники и технологии живописи. Участник выставок: российских (с 1927 — Ржев; с 1928 — Москва), всесоюзных (с 1950), международных (с 1969). Участник ВОВ, кавалерист, картограф 2-й гвардейского кавалерийского корпуса Л. М. Доватора. Награждён орденами и медалями. Создал альбомы графических серий боевых походов, сто портретов бойцов. Персональные выставки: Бабиков: 1956 Ашхабад; 1961 Ашхабад; 1981 Ашхабад; 2008 совместно с С. Г. Бабиковым Ашхабад. Работы находятся в ГТГ, Музее изобразительных искусств Туркмении, Ржевском краеведческом музее, музеях России.

## Творческая биография
Геннадий Бабиков родился 18 января 1911 года в Раненбурге Рязанской губернии (ныне г. Чаплыгин). С начала 20-х годов семья переезжает во Ржев. С 1927 года занимается в студии кавалера Ордена Ленина Алексея Павловича Шведова, отца дипломата, посла СССР в Марокко А. А. Шведова. А. П. Шведов окончил Пензенское художественное училище. В 17 лет занимался в частном художественном училище А. П. Большакова у К. А. Коровина. Шведов организовал в Ржеве отделение АХРР. Его усилиями была открыта IV Ржевская художественная выставка (30 декабря 1926 — 20 января 1927, Государственный музей Ржева), в которой участвовали Ватагин В. А., Герасимов, Ефимов И. С., Качура-Фалилеева Е. Н., Козлов С. С., Кончаловский М. П., Кончаловский П. П., Корсаков В. И., Кругликова Е. С., Крымов Н. П., Кузнецов К., Лебедев Д. В., Лобанов С. И., Немиров, Нивинский И. И., Никонов Т. Н., Оболенская Ю. Л., Покровская И., Попков Б. В., Попов В. П., Семенская Н. П., Синезубов Н. В., Симонович-Ефимова Н. Я., Смольская М., Тепин Я. А., Феоктистов, Чернышёв М., Шарапов А. И., Шведов А. П., Шведова Е. М.. Бабиков оказался в атмосфере серьёзного отношения к искусству.

### Центральная студия АХРР и курсы Б. В. Иогансона

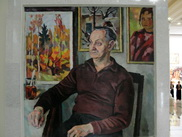
На вернисаже персональной выставки Геннадия и Станислава Бабиковых. На фото — фрагмент полотна С. Бабикова «Портрет отца». Ашхабад. 2008.

Ученик К. А. Коровина, А. Шведов даёт Бабикову первые серьёзные уроки по технике и технологии живописи. Видя одарённость начинающего художника, он рекомендует ему поступить в московскую Центральную студию при АХРР (1928—1931). На первом курсе у Бабикова преподавали ассистент И. И. Машкова Невежин Ф. И. и Соколов-Скаля П. П. Далее его преподавателями становятся участники Бубнового валета И. И. Машков, П. П. Кончаловский, оказавшие существенное влияние на становление художественного видение живописца. По мнению туркменского искусствоведа Г. И. Сауровой, Бабиков учился у И. Машкова, но, не подражал его стилистическим и формальным приёмам. Дипломная работа Г. Бабикова — эскиз настенной росписи «Соревнование» (Ржевский краеведческий музей). После окончания студии, Г. Бабиков некоторое время жил в Ленинграде, посещал вечерние курсы Б. В. Иогансона при ЛИЖСА (1932 – 1933). Метод преподавания Иогансона заключался в непосредственном показе техники письма, он правил работы своих учеников. Это было школой мастерства.
Говоря о его творчестве, невозможно не затронуть вопросы техники и технологии живописи. Культура работы была невероятно высока. Он познал таинство масляных красок и священнодействовал над работами, виртуозно владея профессиональными секретами. В его мастерской в порядке и чистоте содержались кисти, мастихины, палитра. На подоконнике в ряд стояли баночки с лаками, тройниками, разбавителями — каждый из них предназначался для определённых манипуляций. Как-то по-особому Геннадий Фёдорович выдавливал краску из тюбика, тщательно обрабатывал палитру после окончания сеанса. Это надо было видеть! Как тут не вспомнить Пушкина: «Быть можно дельным человеком и думать о красе ногтей…».
Ирен Кистович, художник, искусствовед, куратор

### Приезд в Туркмению. 30-е годы
Осенью 1934 года Бабиков с семьёй переехал в Ашхабад, где создаёт первую туркменскую серию акварелей и этюдов, проникнутую этнографическим ощущением Востока: «Старый туркменский аул» (1934, акв.); «Мечеть Аннау» (1934, х., м.). В 1934 году в Туркмению приезжает творческая «бригада» российских художников, увлечёнными поиском восточно экзотики в новом социалистическом формате: Д. Штеренберг., М. Сарьян, П. Радимов, П. Соколов-Скаля, Н. Терпсихоров, П. Котов, К. Вялов, О. Яновская, оставшиеся работать в Туркмении по 1936 год включительно, выставлявшие свои произведения в Ашхабаде, что сказывалось на общем художественном уровне выставок. В октябре 1934 года эти художники привезли в Ашхабад небольшую часть передвижной выставку русских советских художников с грандиозной всесоюзной выставки «15 лет РККа», прошедшую в Москве в ЦПКО им. Горького в 1933 году и экспонировавшуюся с декабря 1934 года по март 1935 год в Ленинграде (ГРМ), Киеве и Харькове. Бабиков знал художников АХРР: один из учредителей АХРР Н. Терпсихорова, преподавателя Бабикова по Центральной студии АХРР П. П. Соколова-Скаля и сокурсницу Г. Бабикова по студии АХРР О. Яновскую, (1900—1998), ученицу И. Машкова (студия И. Машкова (с 1923), Центральная студия АХР (1928—1929).
На выставках 1934—1936 годов рядом с российскими художниками выставлялись выпускники УШИВ, среди которых были Б. Ю. Нурали и С. Н. Бегляров, приехавшие в Ашхабад Г. Ф. Бабиков, И. И. Черинько, Ю. П. Данешвар (Коновалова), позже — наставница И. Н. Клычева.
Позднее, в тридцатые годы, русская реалистическая школа была представлена рядом приехавших из России мастеров, среди которых был Геннадий Бабиков, ученик Кончаловского, Машкова, Соколова-Скаля, и Юлия Данешвар, учившаяся у Дейнеки.
Тогда же приезжает в Ашхабад и будущая супруга И. Черинько Е. М. Адамова, долгие годы возглавлявшая молодёжную секцию СХ ТССР. Е. Адамова и Г. Бабиков были признанными авторитетами среди туркменских живописцев на протяжении многих десятилетий. К ним шли за советами, за помощью. Г. Бабиков долгие годы вёл шефскую работу от Союза художников по творческой работе с пограничниками, вёл активную работу как ветеран ВОВ. Он был желанным гостем на пограничных заставах СССР: «Застава в горах. (Заснеженный Копет-Даг)» (1974), «На границе Памира» (1971) Музей изобразительных искусств Туркмении).
По приезде в Ашхабад Г. Ф. Бабиков занимался оформлением книг для Туркменского книжного издательства (Туркмениздат). Художник активно включается в художественную жизнь страны, экспонирует свои произведения на выставках СХ Туркмении, становится членом организованного в 1939 году Союза художников Туркмении (первый председатель — И. И. Черинько, первая выставка открылась 1 января 1941 года). Сюжеты ранних полотен Бабикова в основном пейзажи, мотивы с элементами старого туркменского быта. Активно занимался портретом, в тридцатые годы пишет серию женских портретов, написанных в стиле «социалистического идеализма». Создаёт серию национальных женских портретов, которую продолжает после войны вплоть до начала 50-х годов. Пробует себя в монументальных композициях: «Встреча (Калинин с делегатами туркменского съезда Советов» (1940, Музей изобразительных искусств Туркмении).
С началом войны записался добровольцем. Прошёл фронт кавалеристом 2-й гвардейский кавалерийский корпуса Л. М. Доватора.

### Послевоенное время и шестидесятые годы
Вернувшись в Ашхабад, он возглавил Союз художников Туркмении после трагической гибели И. И. Черинько во время Ашхабадского землетрясения 1948 г. Семья Бабиковых потеряла в землетрясении сына Валерия.
Бабиков много путешествует, в Туркмении нет ни одного уголка, который не был бы запечатлён на его полотнах. Он отрывает своеобразное очарование сурового Челекена («Суровый Челекен», 1961, «Нефть Челекена», 1983), нефтяных промыслов, красоту промышленных разработок, песчаных карьеров, динамику и энергию людей и машин, осваивающих трудную жизнь и бытие пустыни Каракумы. Особой любовью художника является предгорье Копетдага, романтика туркменских гор («Дорога в горах», 1967, Музей изобразительных искусств Туркмении). Бабиков многие годы выезжал на пленэр в древнее селение Багир, расположенное рядом с развалинами парфянской Нисы: «Весна в Багире», «Багирская сказка» и мн. др. (Музей изобразительных искусств Туркмении). Нет такого района Туркмении, где бы он не побывал и не открыл красоту суровой природы: Чарджоу, Кара-Богаз-Гол, Кара-Кала. Впечатляют пейзажи Красноводска, это особая тема в творчестве отца и сына Бабиковых.

### Поздний период (1977—1993)
Одна из основных заслуг Г. Ф. Бабикова — развитие редкого колористического дара сына, Бабикова Станислава Геннадьевича (1934 — 1977), живописца-новатора, находившегося вне узких «профильных» жанровых рамок советского искусствоведения 60-70-х гг. прошлого столетия. Смерть сына стала трагедией для художника.
После его ухода живопись Г. Ф. Бабикова становится драматичной, насыщенной. Кисть художника достигает особого раскрепощения с конца 70-х годов. Зрелый период его творчества отличается экспрессивным, трепетным мазком, большим вниманием к трактовке сюжетов. Его натюрморты получают драматическую напряжённость красного цвета, горячие, солнечные оттенки охры, совмещение корпусного письма с лессировкой. Его живописная культура остаётся эталоном для туркменских живописцев. Это период особого увлечения натюрмортами. В это время он много экспериментирует с техникой живописи: серии «Камни», «Тутовник». Большинство полотен этого периода находятся в Музее изобразительных искусств Туркмении.
Скончался в 1993 году. Похоронен на Ватутинском кладбище Ашхабада.

## Боевой путь художника. 2-й гвардейский кавалерийский корпус Л. М. Доватора
С началом Великой Отечественной войны записался добровольцем. Прошёл фронт кавалеристом, картографом Отдельной кавалерийской группы Льва Михайловича Доватора, сформированной из 50-й и 53-й кавалерийских дивизий. 20 ноября Отдельная кавалерийская группа была переименована в 3-й кавкорпус (нового, 1941 г., формирования), который 26 ноября был переименован во 2-й гвардейский кавалерийский корпус. Г. Ф. Бабиков участвовал в боях на территории Смоленской области, в тяжёлых оборонительных боях на реке Меже и по реке Ламе, в оборонительных боях на шоссе Белый — Ржев, в наступательных боя в районе Истринского водохранилища и Солнечногорска. В годы Великой Отечественной войны Г. Ф. Бабиков создал галерею портретов своих однополчан, рисовал всех бойцов, вызванных в штаб для награждения. Все рисунки датированы, подписаны, с точным указанием за что награда. Часть рисунков находится в музее г. Севска Брянской области. Военный архив Г. Ф. Бабикова составляющий более 100 портретов бойцов, находится в музее Л. М. Доватора в гимназии (школа № 259), Марьина роща.
Благодаря портретному наброску Г. Бабикова удалось узнать судьбу кавалеристов корпуса. Так удалось узнать о гибели лейтенанта Ивана Разуваева. На портрете рукой художника стоит подпись: «убит в бою». Это случилось в боях за оборону г. Севска. Иван Разуваев 73 года считался без вести пропавшим. Этому сюжету посвящён выпуск новостей 1 канала от 8 мая 2016 года.
Рисунок художника помог узнать и судьбу Николая Ивановича Богдашко, отца капитана 1 ранга ВС Филиппа Николаевича Богдашко Архивная копия от 23 сентября 2019 на Wayback Machine: «И вот, изучая его боевой путь, следуя за передвижениями кавкорпуса, я натыкаюсь на сообщение, что во 2-м кавкорпусе, в штабе дивизии служил картографом Бабиков Фёдор Григорьевич [ошибка авт. ст.], который был художником и ВСЕХ бойцов, вызванных в штаб для награждения рисовал… и часть рисунков сохранилась и находится сейчас в музее г. Севска. И, представляете, среди этих рисунков встречаю портрет Богдашко Николая Ивановича. Причём художник все рисунки подписывал, ставил дату и указывал, за что награда…Итак, 18 апреля 1943 г. гвардии красноармеец из миномётного батальона 9-го кавполка Николай Иванович Богдашко получил медаль „За отвагу“ за д. Степное — Марицкое — г. Севск — д. Картаново. Ещё есть приписка: „Доваторец“. Цит. по: Серкова О.А. Портрет земляка-доваторца из 1943 г. : [портрет нарисовал Г. Ф. Бабиков]  // Музей станицы Передовой :http://www.mus-peredovaj.ru/publ/istorija_4_go_ehskadrona_37_kavpolka_50_kavdivizii/portret_zemljaka_dovatorca_iz_1943g/7-1-0-43 Архивная копия от 23 сентября 2019 на Wayback Machine  Архивная копия от 24 сентября 2019 на Wayback Machine
Военные впечатления и зарисовки стали основой многочисленных акварелей и живописных полотен, созданных в 60-70 годы.
Серия «Путь полка. Доваторцы» (тушь, перо, 1943) создана за два месяца в Ашхабаде в 1943 году, специально для неё он был откомандирован. Серия «Руины Ржева» (тушь, перо, 1945) частично находится в собрании Музея изобразительных искусств Туркмении. Его военная графика украшает страницы «Книги Памяти», изданной Государственным Архивом Туркменистана в начале 2010 годов. Часть картин по военным мотивам находится в собрании Музея изобразительных искусств Туркмении. Часть его фронтовых зарисовок находится в музее Л. М. Доватора московской школы № 259.

## Жанры и направления

### Индустриальный пейзаж
Начиная со второй половины 50-х гг. художник начинает активно работать в жанре индустриального пейзажа, продолжая традиции своего учителя И. И. Машкова. Бабикова по праву следует считать основателем жанра туркменского индустриального пейзажа: «Челекен» (1953); «Буровая на Каспии» (1954), «Челекенский озокерит» (1962); «Ремонт. (Безмеинский цементный завод)» (1968). Одной из первых больших творческих удач художника становится полотно «Гудок» (1957, Государственная Третьяковская галерея). Он увлекается морской тематикой, много пишет приморский город Красноводск, его окрестности, энергичную жизнь красноводского порта — раннее утро в Красноводской бухте: «Пробуждение» (1958) , Уфру — «Золотая Уфра» (1982, Музей изобразительных искусств Туркмении). («Основатель туркменского жанра индустриального пейзажа. Выдающийся мастер пейзажа и натюрморта („Гудок“, 1957)… Следует выделить его женские портреты середины 1930-х гг., написанные в стиле „социалистического идеализма“ работ А.Самохвалова и Ю.Пименова. Мотивами его полотен стали нефтяные месторождения Челекена, промышленные виды Безмеина (ныне г. Авадан), Кара-Кала, Сумбарская долина, Фирюза, Чули, Багир. Один из ведущих советских акварелистов». Цит. по каталогу ретроспективной выставки туркменской живописи:> И. Кистович. Бабиков Геннадий Фёдорович. В каталоге: Живопись Туркменистана. Мелодии туркменской души. М. Музей Востока. 2014. С. 13; с. 88).
«Мы стояли, как на огромной высоте, с которой должны были прыгнуть куда-то ещё выше, чувствуя себя на равных со „старыми мастерами“, авторитет которых для нас был непререкаем по пониманию величия и высоты качества всех элементов искусства живописи».
Меркулов Юрий Александрович,

один из основателей советской школы графической и объёмной мультипликации, о педагогической системе И. И. Машкова. 

### Графика: линогравюра и акварель
В шестидесятые годы активно занимается линогравюрой, возвращается в ней к сюжетам 30-х годов, запечатлевает особо полюбившиеся пейзажи Багира, Кара-Кала, гор Копет-Дага, предгорья Балханского залива. Увлекает линогравюрой своего сына Станислава Бабикова. В этой технике он возвращается к сюжетам 30-х годов, запечатлевает особо полюбившиеся пейзажи: «Застава в горах» (1965); «Туркменские девочки» (1963).
Увлёкшись акварелью в ранний период работая в академической манере («Старый туркменский аул», «Мечеть Анау» — обе 1934), он блестяще продолжил занятия акварелью, экспериментируя с техникой, участвуя на всесоюзных выставках акварелистов с середины 60-х по 1976 год. Участник всесоюзных выставок акварелистов с середины 60-х годов, его работы вызывали живой интерес у коллег, стремящихся понять секреты его мастерства. Как акварелист прошёл путь от реалистичных работ в стиле русской классической школы начала 30-х гг. до написанных в техниках алла-прима, по сухому, с воском. («Старый туркменский аул», «Мечеть Анау» — обе 1934; серии: «Крым» 1974—1976: Болгария 1974, «По Енисею» 1973—1976; «Памир» 1970—1972, «Кара-Кала» 1968—1974 и другие.) Занятия акварелью прервались после смерти сына С. Г. Бабикова.
Тогда же он начинает работать с военной тематикой, создаёт композиции по своим военным впечатлениям, многие из которых находятся в собрании Музея изобразительных искусств Туркмении.

### Натюрморт
Творчество Бабикова в жанре натюрморта определяет два направления, связанные с его учителями И. И. Машковым и П. П. Кончаловским.

С И. И. Машковым связан стиль натюрморта, названный в Туркменистане «бабиковским». Этот стиль отличает особая материальность предмета, использование определённого набора «антуража»: гранаты, персики, лимоны, черешня, мажорные сочные дыни. Гамма натюрмортов тёплая, импульсивная, с особым медовым свечением, достигаемым за счёт определённых технических приёмов. В натюрмортах он не копирует своего учителя И. И. Машкова, находит свой стиль пластического выражения, но его сближает с учителем особая материальность и весомость изображаемых предметов. Бабиков умел передать всю полноту бытия, его кисть пастозна, колорит насыщен, письмо виртуозно — от лёгкой лессировки до глубокого пастозного мазка. В отличие от поисков раннего Машкова, художник не стремится к отходу от реализма, его натюрморты — гимн жизни такой, какая она есть. Многие натюрморты находятся в коллекции ГМИИ Туркменистана, СХ Туркменистана. Особое пристрастие Геннадия Фёдоровича Бабикова и его сына Станислава Бабикова. — натюрморты с рыбами, которыми он начал заниматься со второй половины 50-х годов.
«В моей мастерской висит натюрморт, подаренный Стасиком Бабиковым: на выдранных из журнала листах лежат два смачных копчёных леща и в гранённом стакане, под пенкой, темнеет прозрачное пиво. И написано всё это широко и щедро, и есть в этом натюрморте, конечно, и вызов, и немножечко бретерства, но написан он — другом». Юрий Яковлевич Халаминский, автор монографий о В. А. Фаворском, М. Б. Грекове, А. В. Кокоринове, Е. А. Кибрике, Д. А. Шмаринове и др. (>Цит. по кн.: Ю. Халаминский. Станислав Бабиков.- М. Советский художник. 1976. С. 15.
Вторая линия развития искусства натюрморта в творчестве художника связана с П. П. Кончаловским. К этому направлению относятся натюрморты с цветами, особенно сирени. Любимыми цветами для Г. Бабикова стали ирисы, жасмин, сирень. Многие из натюрмортов художника находятся в Музей изобразительных искусств Туркмении: «Осень»; «Сирень», «Ирисы» и др.

## Наиболее известные произведения
«Встреча (Калинин с делегатами туркменского съезда Советов» (1940), Музей изобразительных искусств Туркмении;
«Весна в Каракумах» (1952), Музей изобразительных искусств Туркмении;
«У подножия Копет-Дага» (1953), ГТГ;
«Осень в Багире» (1955), Музей изобразительных искусств Туркмении;
«Гудок» (1957), ГТГ;
«Штиль. (Морской пейзаж. Штиль)» (1958) Музей изобразительных искусств Туркмении;
«Вышки Челекена. Новый Челекен» (1959) Музей изобразительных искусств Туркмении;
«Золотая Уфра» (1983), Музей изобразительных искусств Туркмении;
«В дозоре. Памир» (1969), Музей изобразительных искусств Туркмении;
«Пробуждение» (1958), Музей изобразительных искусств Туркмении;
«На Челекене» (1961), Музей изобразительных искусств Туркмении;
«Кака-Богаз-Гол. 6-е озеро» (1971), Музей изобразительных искусств Туркмении;
«Виноград с гранатом» (1975);
«Натюрморт с кувшином» (1981), Музей изобразительных искусств Туркмении;
«Лимоны и гранат» (1983), Музей изобразительных искусств Туркмении;
«Сирень» (1986), Музей изобразительных искусств Туркмении

## Музеи
- Государственная Третьяковская галерея. Москва.
- Художественный фонд. Москва.
- Музей изобразительных искусств Туркмении. Ашхабад.
- Дирекция выставок Союза художников Туркменистана. Ашхабад
- Музей изобразительных искусств, Мары, Туркмения
- Музей изобразительных искусств, Туркменабат, Туркмения
- Музей изобразительных искусств, Балканабат, Туркмения
- Союз художников СССР, передано Международная конфедерация Союзов художников (Конфедерация расформирована в 2017), в 2019 году передано Министерство культуры Российской Федерации и Росизо;
- Ржевский краеведческий музей
- Музей г. Севска, Брянская область.
- Музее Л. М. Доватора в гимназии (Марьина роща, школа № 259). Москва.
- Работы художника находятся во многих частных собраниях мира.

## Выставки
Участие в выставках с 1927 года Ржев; с 1928 года Москва. Член СХ СССР с 1939 года.
1954 — Республиканская художественная выставка, посвящённая 30-летию образования Советского Туркменистана. Ашхабад;
1955 — Выставка изобразительного искусства и народного творчества ТССР. Ашхабад — Москва;
1956 — персональная выставка. Ашхабад;
1957 — Республиканская художественная выставка, посвящённая 40-й годовщине Великой Октябрьской социалистической революции. Ашхабад;
1961 — Всесоюзная художественная выставка, посвящённая XXII съезду КПСС. Москва;
1961 — Персональная выставка. Ашхабад;
1963 — Выставка «Люди, пески, нефть». Ашхабад;
1964 — Передвижная всесоюзная выставка изобразительного искусства Туркменской ССР;
1965 — Всесоюзная художественная выставка. ВДНХ, Москва;
1966 — Выставка советских художников. Польша;
1967 — Всесоюзная юбилейная художественная выставка, посвящённая 50-летию Великой Октябрьской социалистической революции. Москва;
1969 — Международная передвижная выставка советских художников;
1970 — Всесоюзная художественная выставка, посвящённой 100-ю со дня рождения В. И. Ленина. Москва;
1970 — Всесоюзная художественная выставка «25 лет Победы Советского Союза в Великой Отечественной войне». Москва;
1970 — Выставка «Физкультура и спорт». Ашхабад — Москва;
1972 — Всесоюзная выставка произведений художников Средней Азии и Казахстана. Москва;
1972 — Всесоюзная выставка «СССР — наша Родина». Москва;
1972—1973 — Передвижная выставка «Средняя Азия и Казахстан». Бухарест, Прага, Берлин;
1974 — Выставка, посвящённая 50-летию образования ТССР и Компартии Туркменистана. ВДНХ, Москва;
1987 — Персональная выставка. Ашхабад;
2008 — Персональная выставка Г. Ф. Бабикова и С. Г. Бабикова. Музей изобразительных искусств Туркмении, Ашхабад;
2014 — Выставка «Мелодии туркменской души». Музей Востока, Москва.

## Видео
Портрет, нарисованный между боями в далёком 1943 году, помог найти родственников без вести пропавшего бойца : [благодаря рисункам Г. Ф. Бабикова]  https://www.1tv.ru/news/2016-05-08/301793-portret_narisovannyy_mezhdu_boyami_v_dalekom_1943_godu_pomog_nayti_rodstvennikov_bez_vesti_propavshego_boytsa Архивная копия от 23 сентября 2019 на Wayback Machine
https://www.youtube.com/watch?v=6vOuTvpj0Vo
https://tomsk.fm/watch/338838 Архивная копия от 23 сентября 2019 на Wayback Machine